# József Csermák
József Csermák (Senec, 14 de fevereiro de 1932 – Tapolca, 14 de janeiro de 2001) foi um atleta e campeão olímpico húngaro, especializado no lançamento do martelo.
Em Helsinque 1952, ele se tornou campeão olímpico e recordista mundial, com um lançamento de 60,34 m, o primeiro atleta na história a ultrapassar os 60 metros no martelo e quebrando o recorde anterior de seu compatriota Imre Németh.
Tetracampeão nacional húngaro, ainda conseguiria uma medalha de bronze no Campeonato Europeu de Atletismo de 1954, em Berna, Suíça. Sua melhor marca na carreira é de 64,23 m, em 1960.